# Lenguas de Bougainville meridional
Las lenguas de Bougainville meridional o Bougainville oriental son una pequeña familia de lenguas habladas en Isla Bougainville en Papúa Nueva Guinea. Originalmente estas lenguas fueron clasificadas junto con las lenguas de Bougainville occidental por S. Wurm, aunque ahora parece que se trataría de familias que no parecen relacionadas, por esa razón la clasificación Ethnologue (2009) y otras ya no usas la división "lenguas de Bougainville" como grupo filogenético.

## Lenguas de la familia
Las lenguas incluyen un grupo de lenguas estrechamente emparentadas llamado Nasoi y tres lenguas más divergentes tentativamente clasicadas como un grupo llamado Buin:
- Rama buin ?
  - Buin (Terei)
  - Motuna (Siwai)
  - Uisai
- Rama nasioi: Koromira, Lantanai (Daantanai’), Naasioi, Nagovisi (Sibe), Oune (Ounge), Simeku

## Descripción lingüística

### Pronombres
Ross reconstruye tres paradigmas pronominales para el proto-Bougainville meridional, las formas independientes además de los afijos de "sujeto" (agentivo) y "objeto" (pacientivo) son:
|             | 1ª pers. | 1ª pers.       | 2ª pers.               | 3ª pers.               |
| ----------- | -------- | -------------- | ---------------------- | ---------------------- |
| forma libre | *ni(ŋ)   | *nee DL *ni PL | *da SG *dee DL *dai PL | *ba SG *bee DL *bai PL |
| pacientivo  | *-m      | *-m            | *-d                    | *-b                    |
| agentivo    | *a       | *o             | *i or *e               | *u                     |
SG: singular; DL: dual; PL: plural

### Comparación léxica
Los numerales en diferentes lenguas de Bougainville meridional:
| GLOSA | Buin        | Buin            | Nasioi    | PROTO- BOUGAINVILLE MERIDIONAL |
| GLOSA | Terei       | Uisai           | Nasioi    | PROTO- BOUGAINVILLE MERIDIONAL |
| ----- | ----------- | --------------- | --------- | ------------------------------ |
| '1'   | noikei      | 'nori           | naruŋ     | *norɨ-                         |
| '2'   | keitɑko     | 'keriɣo         | kenaːnka  | *keri-tako                     |
| '3'   | pɑigɑmi     | paⁱ'lehe        | beːnaumo  | *bai-X                         |
| '4'   | koriɡɑmi    | koli'ɣami       | karenaumo | *kɔre-                         |
| '5'   | upugɑmi     | opo'ɣami        | paʔnokoʔ  | *upo-                          |
| '6'   | tugigɑmi    | tuhi'ɣami       | 5 + 1     | *tugi-                         |
| '7'   | pɑigamituo  | paⁱ'lehe 'tuᵒ   | 5 + 2     | *bai-X-tuo                     |
| '8'   | keritɑkotuo | 'keri'hako 'tuᵒ | 5 + 3     | *keritako-tuo                  |
| '9'   | kɑmpuro     | 'kampulo        | 5 + 4     | *kampuro                       |
| '10'  | kipuro      | 'kipulo         | kivora    | *kipuro/ *nɔraŋ                |